# Файк, Эберхард
Эберхард Файк (нем. Eberhard Feik; 23 ноября 1943, Хемниц — 18 октября 1994, Оберрид) — немецкий актёр.

## Биография
Эберхард Файк окончил театральную школу, затем работал в государственном театре в Штутгарте и Франкфурте.
В 1973 году переехал в Западный Берлин, работал в местном театре шесть лет как актёр и режиссёр.

## Фильмография
- 1982 — Мягкие игрушки
- 1985 — Комиссар Шимански. Око за око, зуб за зуб
- 1987 — Анна (сериал) — Райнер Хельвиг
- 1988 — Анна — Райнер Хельвиг
- 1990 — Телефон полиции — 110

## Премии и награды
- 2001 — «Золотая камера»